# Судовые системы
Судовые системы — вид судовых устройств, состоящий из комплекса трубопроводов с обслуживающими их механизмами, аппаратами, емкостями а также приборами управления и контроля. Судовые системы выполняют задачи по перемещению различных жидкостей, пара и газов, необходимых для нормального функционирования судна и классифицируются по своему назначению. Типичными судовыми системами являются система осушения, пожаротушения, балластная система, система отопления, вентиляции и т.п., всего насчитывается около 80 различных видов судовых систем. На небольших судах многие судовые системы отсутствуют или выполнены в упрощенном виде, большие суда могут иметь по несколько дублирующих систем одного назначения. Судовые системы военных кораблей, именуемые корабельными системами, выполняют аналогичные функции, хотя могут значительно конструктивно отличаться из за специфики применения, в частности системы подводных лодок.

## Состав судовой системы
Судовая система может иметь в своём составе в различном сочетании следующие элементы:
- Источники рабочей среды (ёмкости, цистерны, баки, танки и т.п).
- Механизмы преобразования электрической, внутренней энергии в кинетическую для перемещения рабочей среды (насосы, компрессоры, вентиляторы).
- Оборудование для обработки рабочей среды (подогреватели, охладители, конденсаторы, фильтры, и др.).
- Контрольно-измерительные и регулирующие приборы.
- Потребители рабочей среды (гидро- и пневмоприводы, сервомоторы и т.д.);
- Трубопроводы.

## Классификация и виды судовых систем и прочего
Судовые системы разделяют на две большие группы:

Общесудовые системы - присутствующие на всех видах судов, такие как вентиляция, система сточных вод, балластная система и пр.

Специальные системы - системы связанные с конкретным видом судна. Наибольшее число специальных систем имеют танкеры и газовозы.

Иногда выделяют третий вид систем - механические судовые системы,обслуживающие только энергетическую установку, такие как топливная, питания котлов, охлаждения и т.п.